# Verspreidporig

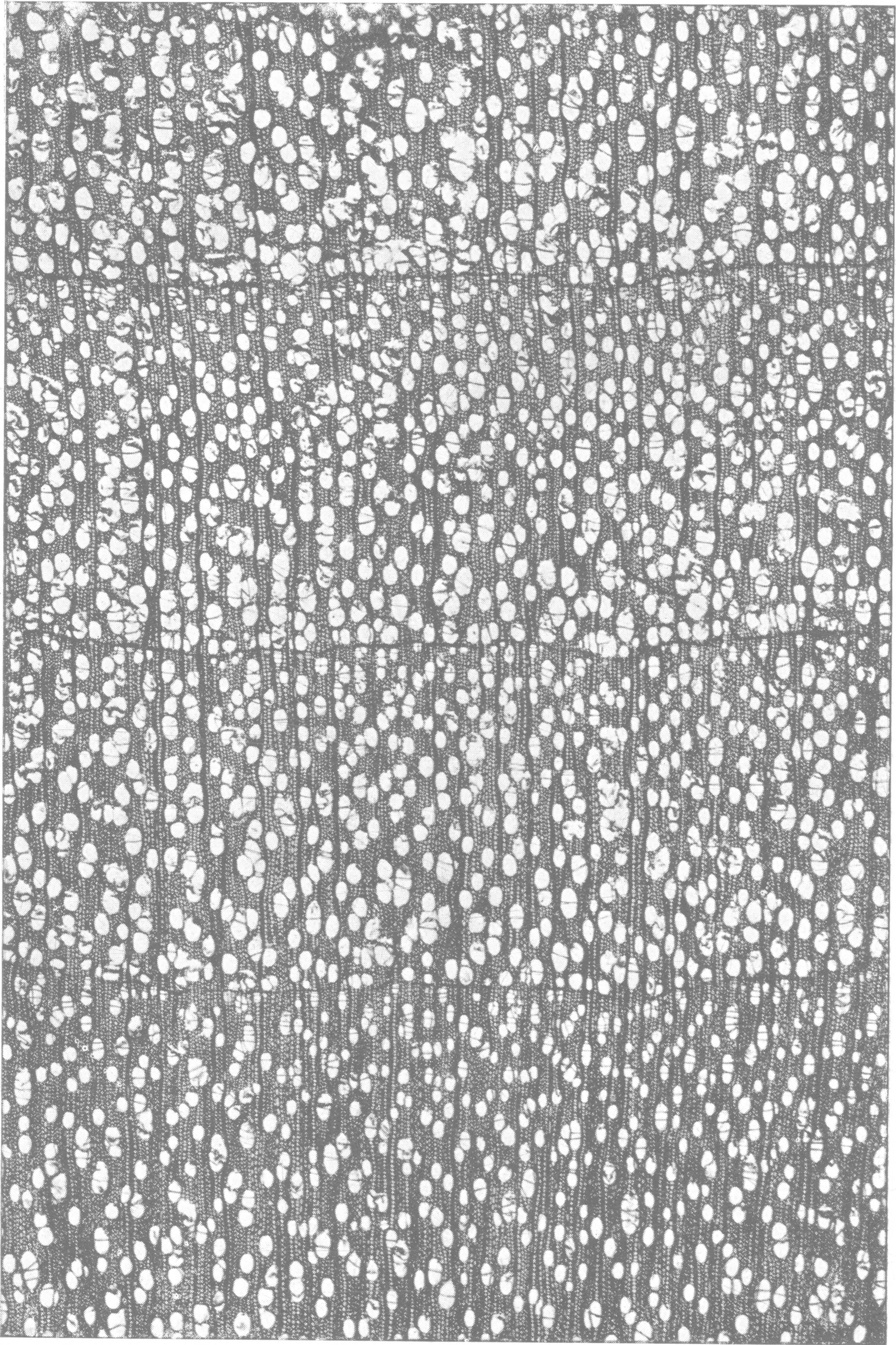
Dwarsdoorsnede van het hout van een wilg.

Bij verspreidporig hout is er geen sprake van dat er in het begin van de groeiring een concentratie is van duidelijk veel grotere houtvaten (zoals bij ringporig hout). Grotere en kleinere vaten (poriën) liggen  verspreid door de groeiring, al kan er wel een duidelijke gradient aanwezig zijn, waarbij in de loop van het groeiseizoen steeds kleinere vaten gevormd worden.
Voorbeelden zijn het hout van de berken, beuken, esdoorn, linde, populier en wilg.
Het hout van de walnoot en de kers is halfringporig. Het zit tussen ringporig en verspreidporig in.

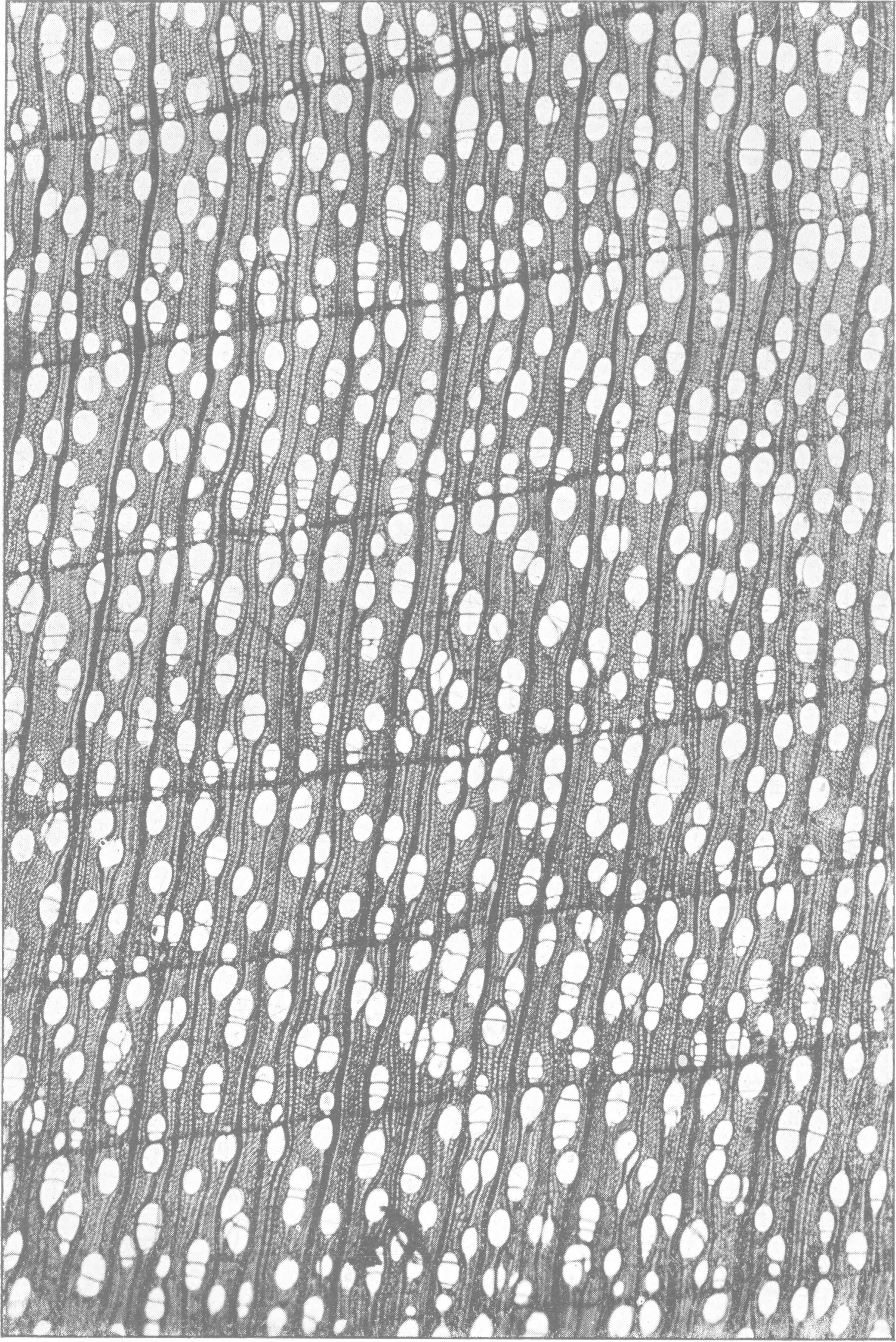
Berken
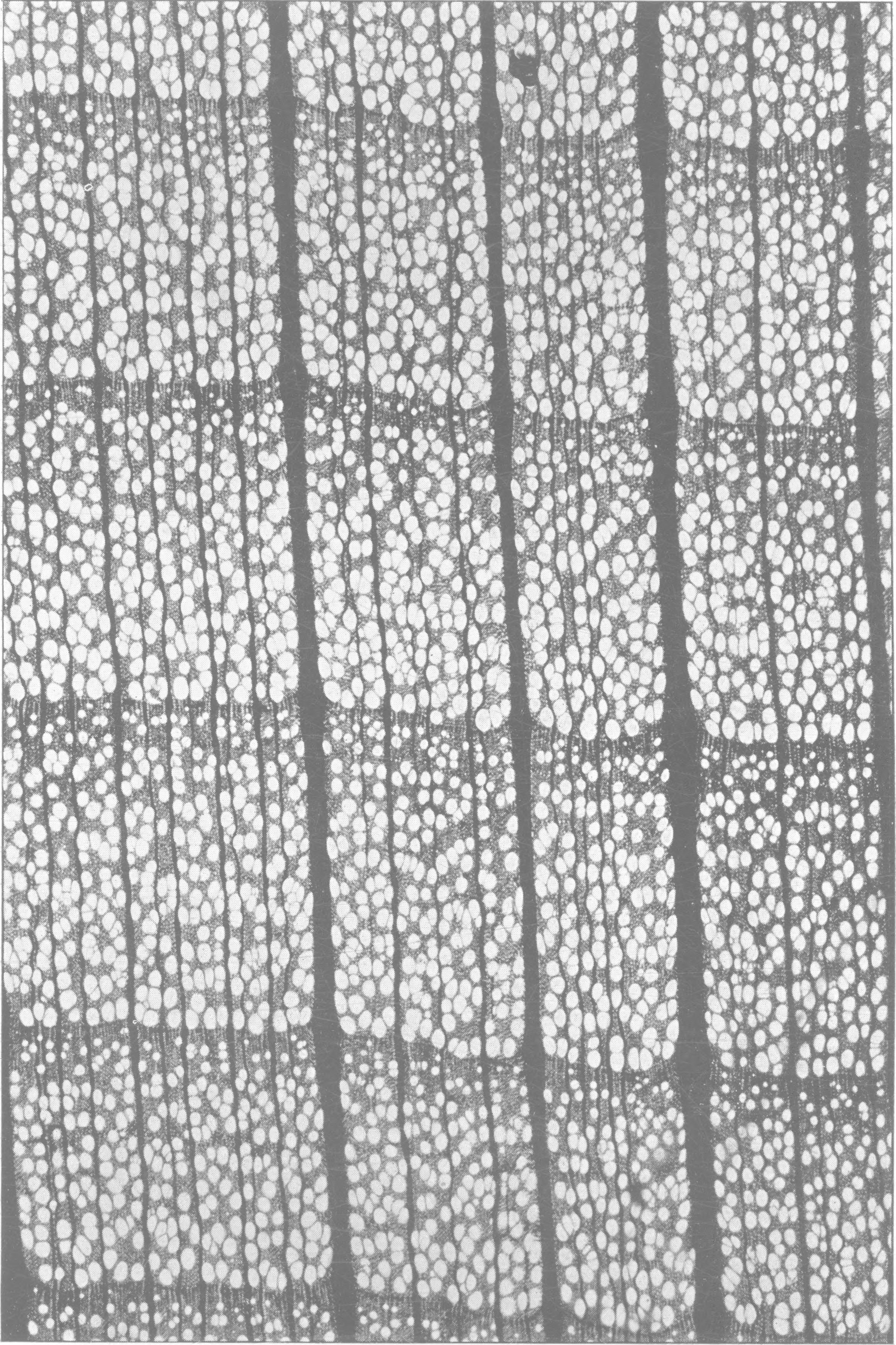
Beuken
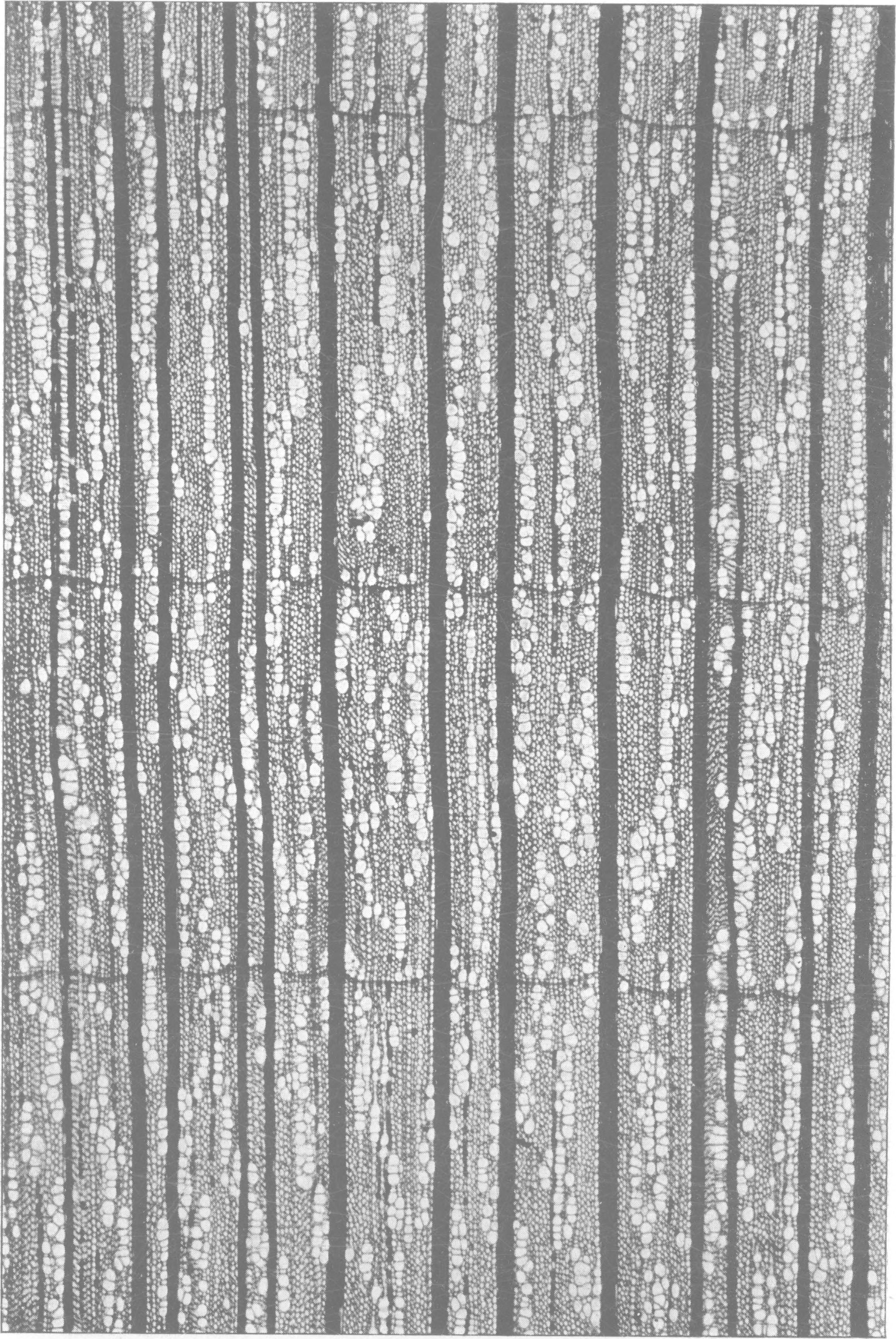
Hulst
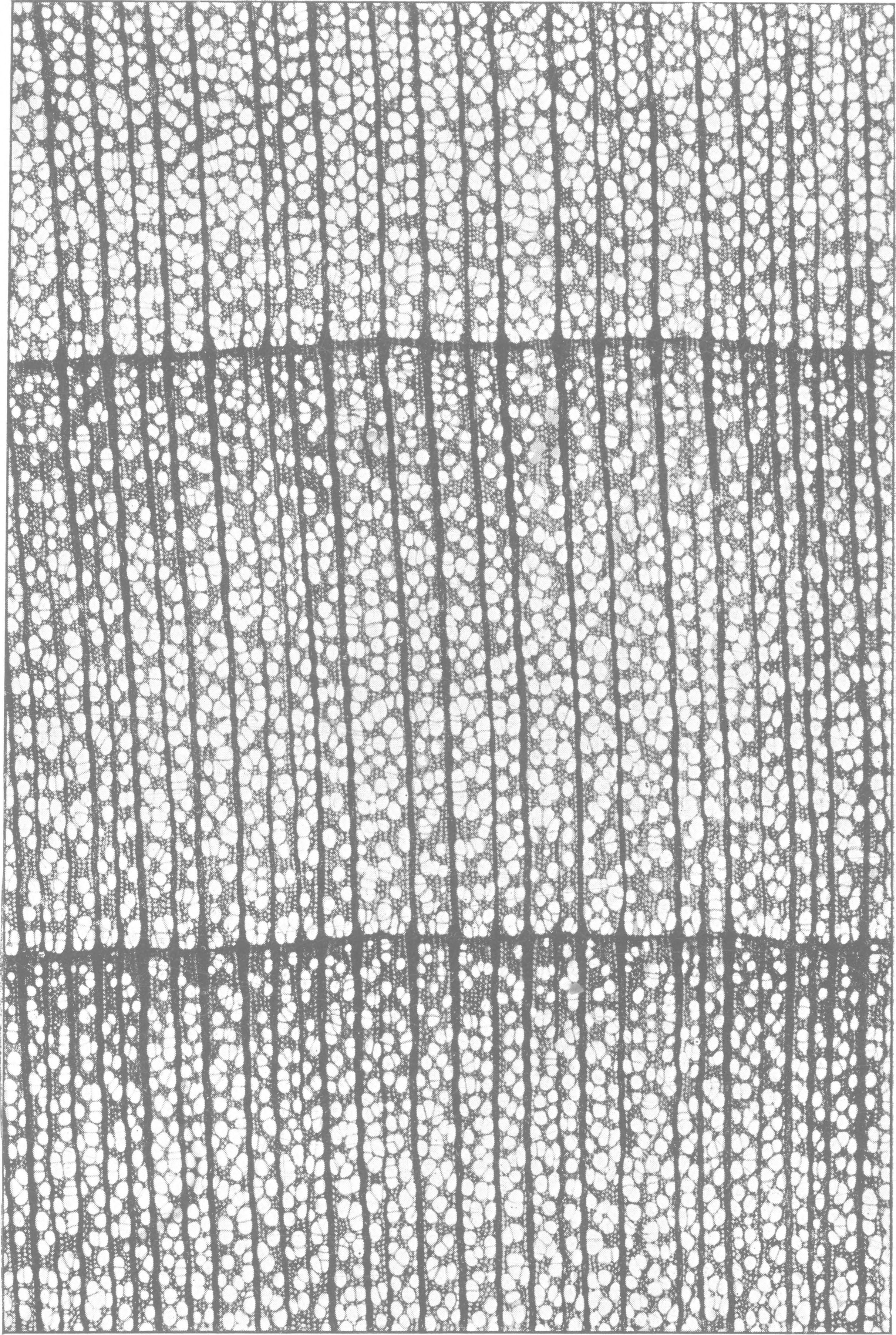
Tulpenboomhout